# Anadia bitaeniata
Anadia bitaeniata är en ödleart som beskrevs av  George Albert Boulenger 1903. Anadia bitaeniata ingår i släktet Anadia och familjen Gymnophthalmidae. IUCN kategoriserar arten globalt som otillräckligt studerad. Inga underarter finns listade i Catalogue of Life.